# Bortolo Galletto
Bortolo Galletto (Sandrigo, 17 agosto 1889 – 3 ottobre 1959) è stato un politico italiano.

## Biografia
Ufficiale nella prima guerra mondiale venne catturato durante un conflitto armato e condotto prigioniero al castello di Lubiana.
Eletto nella I legislatura con la Democrazia Cristiana, venne rieletto per un secondo mandato.